# Александр Гордон Ленг
Александр Гордон Ленг (англ. Alexander Gordon Laing; 27 грудня 1793, Единбург — 26 вересня 1826, Араван, Малі) — шотландський мандрівник, дослідник Західної Африки, перший європеєць, який досяг Тімбукту.

## Біографія
Александра вчив батько, Вільям Ленг, приватний педагог, потім він навчався в Единбурзькому університеті. У 1811 році переїхав на Барбадос, де влаштувався клерком у свого дядька, полковника (пізніше генерала) Гебріела Гордона. Генерал Джордж Беквіт, губернатор Барбадосу, влаштував його в званні енсіна (молодше офіцерське звання) в йоркський легкий піхотний полк. Ленг служив в Вест-Індії, а в 1822 році вже в званні капітана був переведений в королівський африканський корпус. У тому ж році він був посланий губернатором Сьєрра-Леоне Маккарті на схід, в землі народу мандінго, щоб встановити відносини з місцевим населенням і припинити торгівлю рабами в регіоні.
Наприкінці року Ленг відвідав Фалабу, столицю невеликої держави Сулима, дістався до витоку річки Рокель і спробував дослідити витік Нігера, але зіткнувся з агресивними тубільцями. Ленг брав активну участь в англо-ашантійскій війні 1823—1824 років, після якої повернувся до Британії з новиною про смерть губернатора Чарльза Маккарті. Генрі Батерст, секретар у справах колоній, відправив капітана Ленга в експедицію через Триполі до Тімбукту з метою детального дослідження басейну Нігера. Ленг покинув Англію в лютому 1825 року, 14 липня одружився з Еммою Воррінгтон, дочкою британського консула в Триполі.
Через два дні після весілля Ленг відправився в подорож через Сахару. У жовтні 1825 він дістався до оази Гадамес, а в грудні був уже у оазі Туат, де його добре прийняли туареги. 10 січня 1826 року Ленг покинув Туат і попрямував через пустелю до Тімбукту. На цьому шляху експедиція сильно постраждала від хвороб з гарячкою і нападів туарегів, сам Ленг отримав безліч поранень в бою з берберами. 18 серпня йому все ж вдалося досягти Тімбукту. Ленг прожив в місті 38 днів, після чого, відчуваючи зростаючу ворожість місцевого населення і побоюючись за своє життя, відправився в зворотній шлях. По дорозі Ленг був убитий фанатиком-мусульманином, який побоювався напливу європейців в ці землі.
Свідченнями його подорожі стали лише листи, які відправляв Ленг, але всі його експедиційні записи зникли. У 1825 році були опубліковані записи Ленга про його першу подорож до басейну Нігера.